# Elly Appel
Elly Appel-Vessies (Beverwijk, 27 luglio 1952 – Charlottesville, 16 luglio 2022) è stata una tennista olandese.

## Carriera
In carriera ha raggiunto una finale di doppio al WTA Austrian Open nel 1979, in coppia con la rumena Virginia Ruzici. Nei tornei del Grande Slam ha ottenuto il suo miglior risultato all'Open di Francia raggiungendo i quarti di finale di doppio nel 1976, sempre in coppia con la Ruzici.
In Fed Cup ha giocato un totale di 30 partite, ottenendo 17 vittorie e 13 sconfitte.

## Statistiche

### Doppio

#### Finali perse (1)
| Numero | Anno           | Torneo                     | Superficie  | Compagna        | Avversarie in finale      | Punteggio |
| 1.     | 24 luglio 1979 | WTA Austrian Open, Bregenz | Terra rossa | Virginia Ruzici | Helena Anliot Diane Evers | 0-6, 4-6  |